# مركبة التنقل المحمية بوشماستر
مركبة التنقل المحمية بوشماستر هي مركة مصفحة ذات دفع رباعي أسترالية الصنع، يتم إنتاجها من قبل شركة تاليس أستراليا، تخدم حالياً في عدة قوات حول العالم منها الجيش الأسترالي، القوات الجوية الملكية الأسترالية، القوات البرية الهولندية، الجيش البريطاني، قوة الدفاع الذاتي البرية اليابانية، القوات البرية الإندونيسية، القوات المسلحة الجامايكية والقوات المسلحة الأوكرانية.